# ژوونال (بازیکن فوتبال، زاده ۱۹۲۳)
ژووِنال آماریژو (پرتغالی: Juvenal; ۲۷ نوامبر ۱۹۲۳ – ۳۰ اکتبر ۲۰۰۹) بازیکن فوتبال اهل برزیل بود.
از باشگاه‌هایی که در آن بازی کرده‌است می‌توان به باشگاه ورزشی باهیا، باشگاه فوتبال فلامینگو، و باشگاه فوتبال پالمیراس اشاره کرد.
وی همچنین در تیم ملی فوتبال برزیل بازی کرده‌است.